# Campoletis trichoptili
Campoletis trichoptili là một loài tò vò trong họ Ichneumonidae.